# Guillermo Botero Gutiérrez
Guillermo Botero Gutiérrez  (Pácora, Colombia  17 de abril de 1917 - Manizales, Colombia noviembre de 1999) fue un escultor y dibujante colombiano.

## Biografía
Nació en Pácora en 1917, desde temprana edad, se le asignó la tarea de sembrar árboles en "La María", la finca de su padre. Con el tiempo, aprovechó los árboles que plantó para sus esculturas, y eventualmente heredó la finca. Transformó la gestión de la finca de manera productiva, cultivando café, frutas, flores y una variedad de alimentos, mientras simultáneamente perseguía su pasión como artista. Se trasladó a Manizales como alumno de la Escuela de Bellas Artes de Manizales, en donde tuvo como profesores a Gonzalo Quintero, José Manuel Cardona y Alberto Arango, donde completó su educación inicial allí aprendió los trucos del arte para realizar varias obras de imagenería religiosa en varios pueblos de Caldas. 
En 1941, recibió una beca de la dirección de educación del departamento de Caldas para realizar estudios en el extranjero, partió hacia Chile, donde profundizó en su formación como escultor al estudiar en la Escuela de Canteros. Continuó su viaje de exploración y aprendizaje en Brasil, Argentina y Paraguay, antes de establecerse en Uruguay. Allí, su taller se convirtió en un punto de encuentro donde refinó su formación  inmerso en los círculos de artistas e intelectuales, donde absorbe conocimiento y perfecciona técnicas en una variedad de materiales desde piedra, cerámica y madera hasta metales y vidrio. Logrando un dominio excepcional de los materiales. A pesar de su comprensión universal, conserva los rasgos distintivos de la América mestiza. 
En 1961 regresa a Colombia y establece su residencia en Manizales, acompañado de su esposa, la pedagoga uruguaya Mirta Negreira Lucas. Posteriormente durante sus viajes por Europa, reinterpreta su visión cosmopolita desde la perspectiva regional que le acompaña, fusionando la singularidad de su pensamiento y estética moldeados por el estudio, la reflexión en la soledad y un trabajo incansable.
En dos ocasiones, ejerce como director de la Escuela de Bellas Artes de Manizales, adscrita a la Universidad de Caldas, y también desempeña labores docentes en dicho centro en diferentes períodos. 
Falleció en la ciudad de Manizales en el mes de noviembre del año 1999. 

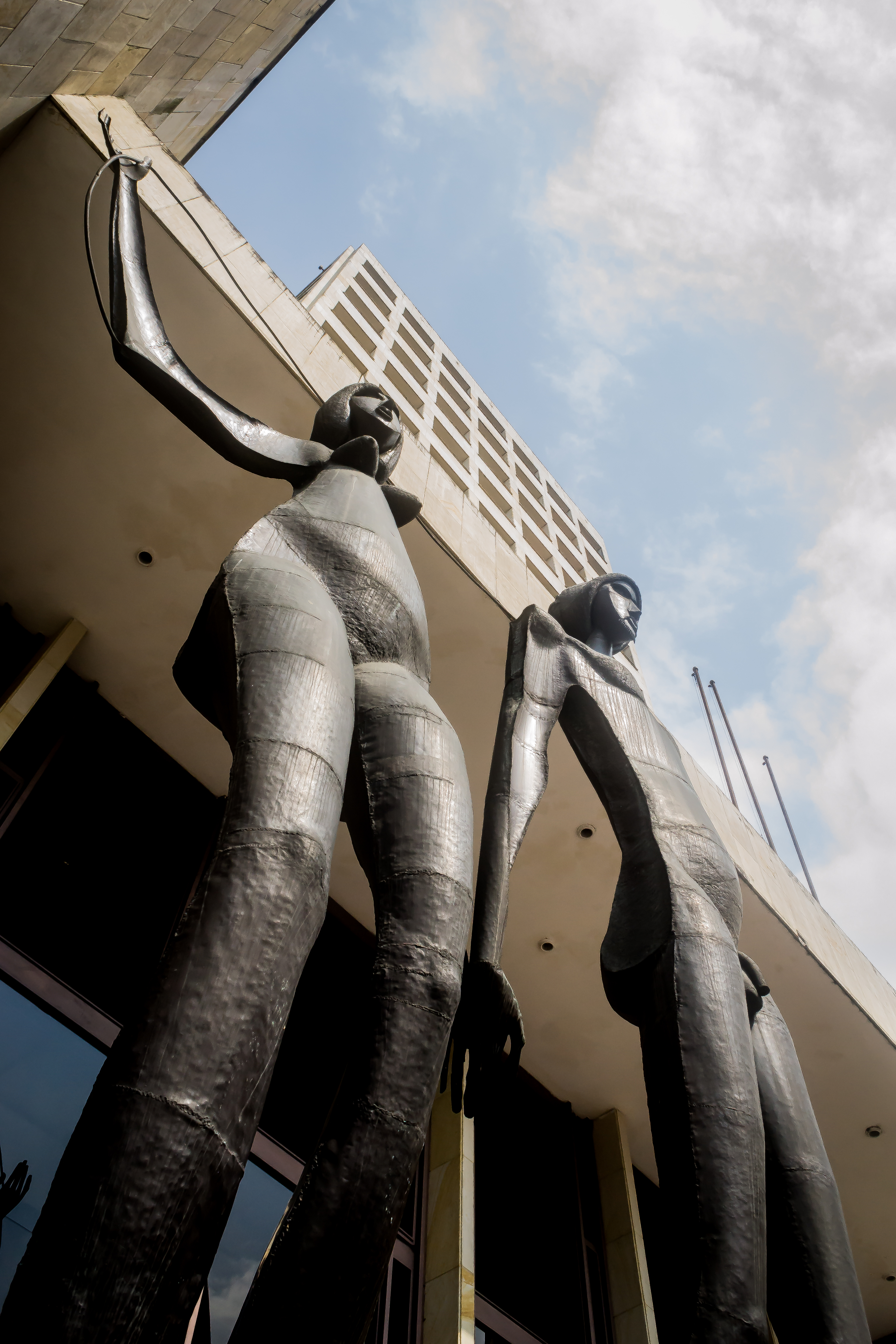
Grupo escultórico en la plaza de Bolívar de Manizales, Colombia.

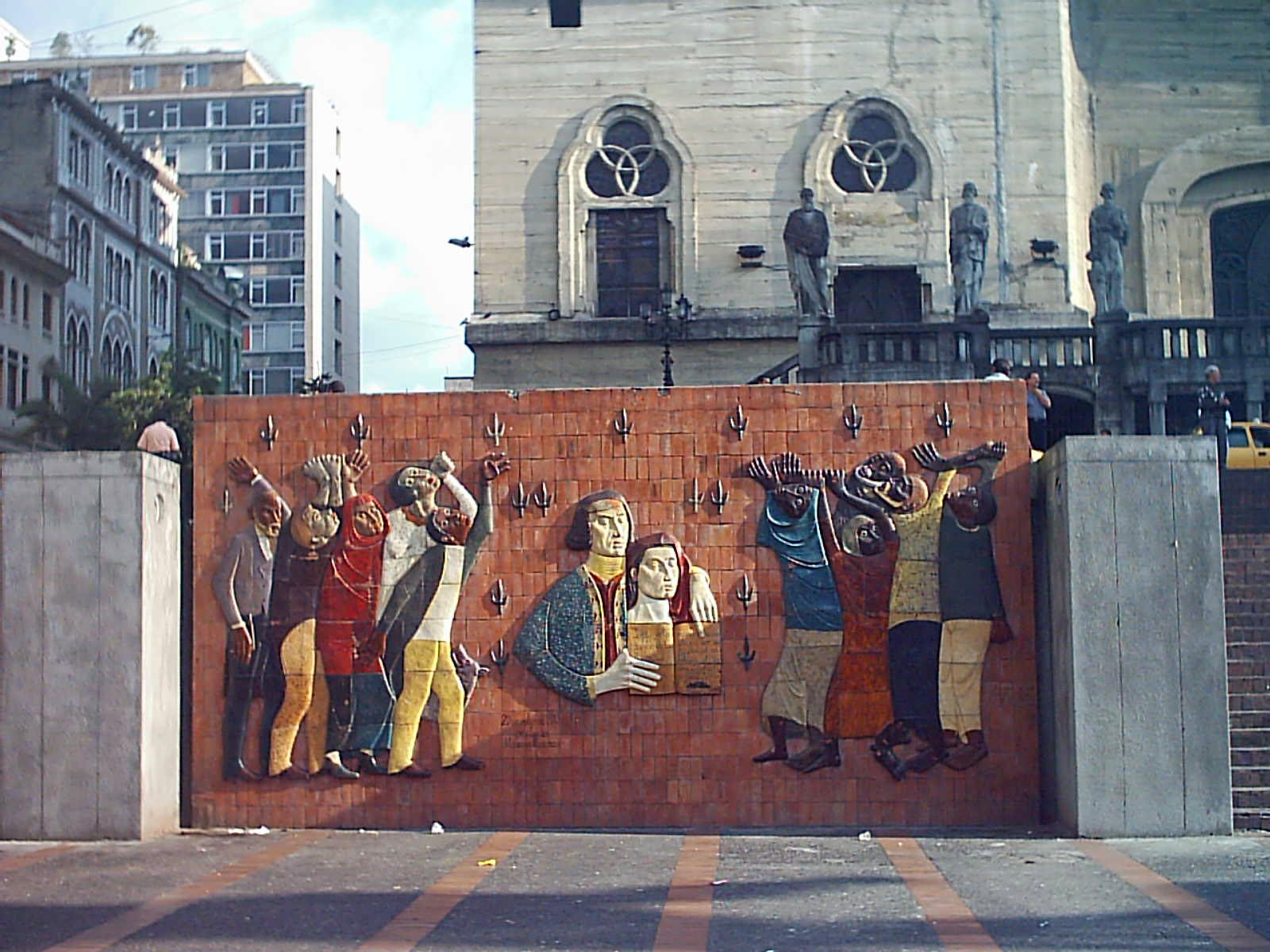
Preludio de Lanzas LLaneras en la plaza de Bolívar de Manizales, Colombia.

## Obras destacadas
Entre sus obras más destacadas y que actualmente se exhiben de forma pública se encuentran las siguientes:
Entre los murales destacan:
- Música de viento - Música de cuerdas Teatro Fundadores, Manizales, Colombia.
- Fundación de Manizales Teatro Fundadores, Manizales, Colombia.
- La Fiesta Teatro Fundadores, Manizales, Colombia.
- Textura Volcánica Club Manizales, Colombia.
- Vida Social Club Manizales, Colombia.
- Nosotros Centro Comercial Parque Caldas, Manizales, Colombia.
- Preludio de Lanzas Llaneras (1987) Plaza de Bolívar de Manizales, Colombia.[4]
- Vientos de Libertad 1817-1821 (1987) Plaza de Bolívar de Manizales, Colombia.

Entre las esculturas destacan:
- Bailarina Teatro Fundadores, Manizales, Colombia.
- Mujer (1976) Antiguo Edificio Banco de Caldas, Manizales, Colombia.
- Viento Parque de San José, Manizales, Colombia.
- Grupo escultórico (1978) Plaza de Bolívar de Manizales, Colombia.

## Libros publicados
- Murales – Esculturas.
- G. Botero G, escultor 1995.
- Y fue un día 1997.